# Lipno
Lipno là một thị trấn thuộc huyện Lipnowski, tỉnh Kujawsko-Pomorskie ở trung-bắc Ba Lan. Thị trấn có diện tích 11 km². Đến ngày 1 tháng 1 năm 2011, dân số của thị trấn là 14764 người và mật độ 1343 người/km².